# Livia Kádár
Livia Kádár (geborene Lívia Mihály (Müller), 31. Januar 1894 in Budapest, Österreich-Ungarn; gestorben 1985)  war eine ungarische Graphikerin der Moderne. Ihr Œuvre ist eng dem Jugendstil verhaftet und bedient sich christlicher Symbolik.

## Leben und Werk
Livia Mihály besuchte die Kunstakademie in Budapest. 1909 reiste sie nach Paris, anschließend nach Algier und ließ sich zunächst in Belgien nieder. Nach dem Ersten Weltkrieg kam sie gemeinsam mit ihrem Ehemann, dem Schriftsteller Endre Kádár, wieder nach Paris. Sie reiste auch nach  London, wo sie 1925 ihre ersten Werke ausstellte und nach New York. Mehrmals wurden ihre Werke in Paris ausgestellt, unter anderem im Salon National des Beaux-Arts. 1928 bis 1929 fanden Ausstellungen in Washington, D.C., New York, Boston, Detroit und Chicago statt, auf denen Kupferstiche und Radierungen zu sehen waren. Sie wurde Mitglied des Pariser Salons.
Ihr Schaffen beinhaltet nahezu ausschließlich Radierungen in allen Variationen. Sie schuf auch einige Exlibris. Zu den bevorzugten Sujets gehörten christliche und mittelalterliche Legenden inspiriert von Heinrich Vogeler.

## Ausstellungen
- 1. bis 14. Februar 1926: Exposition Livia Kadar, Galerie Georges Petit, Paris
- 7. April bis 17. Mai 1929: Livia Kadar, Indianapolis Museum of Art

## Werke in öffentlichen Sammlungen
- Bibliothèque nationale de Paris
- British Museum
- Cleveland Museum of Art
- Indianapolis Museum of Art
- Museum of Fine Arts, Boston
- National Gallery Manchester
- Textile Museum, Washington D.C
- Victoria and Albert Museum

## Illustrierte Bücher
- Elsie Byrde: The Polish fairy book. Frederick A. Stokes, New York, 1925.
- Mihály Vörösmarty: Csongor és Tünde. Királyi Magyar Egyetemi Nyomda, Budapest 1930.